# Darko Domijan
Darko Domijan, né le 5 février 1952 à Karlovac, est un chanteur de variétés croate qui a connu son heure de gloire dans les années 1970 et 1980. 

## Discographie

### Disques publiés sous son nom
- Laku noć, Katarina ("Bonne nuit, Catherine") / Je l'istina ono što govore o tebi ("Est-ce vrai, ce qu'on dit de toi ?"), 7 min, Single, Jugoton, 1974
- Julske Kiše ("Pluies de juillet") / Ljetnje Noći ("Nuits d'été"), 7 min, Single, Jugoton,  1977
- Darko Domijan, 1980
- Ruže u snijegu ("Roses dans la neige"), 1983
- Sve Najbolje ("Meilleurs vœux"), 2001

### Participations
- Festival Zabavne Glazbe Split (2xLP, Comp) avec : Moja Romantika, Jugoton, 1981
- Slavonija '81 (LP, Album) avec : Zapjevala Slavonija Naša,  Jugoton, 1981
- Split '82 avec : Mirišu ti kose, 1982
- ZagrebFest 82 (LP, Comp) avec : O, Nela,  Jugoton, 1982
- Split 83 avec : Anči, 1983
- Split 84 avec : Nikad više, 1984
- Hitovi Hitovi (Zagreb Fest '85) (Cass, Comp) avec : Zlato Moje, Jugoton, 1985
- Split 85 avec : Zadnja noć , 1985
- Split 86 avec : Što bi bilo, kad bi bilo
- Zvuk osamdesetih Zabavna i Pop 1982 - 1983 avec : Sedam suza, 2002
- Koprivnica 2004 avec : Ti samo... , 2004
- Retromanija Osamdesetih (2xCD) avec : Ulica Jorgovana,  City Records (2), 2006
- Đorđe Novković - Gold collection,  2007

### Ses chansons les plus connues
- Anči
- Bijeli ljubavnici
- Breza
- Cica
- Dugo će, dugo boljeti
- Georgine
- Hiljadu dana, hiljadu tuga
- Ja plaćam noćas
- Je'l istina ono što govore o tebi
- Jelena je bila lijepa
- Kad dunje požute
- Kad se srce nekom da
- Laku noć, Katarina
- Lana, moja Lana
- Leptirica
- Loredana
- Mirišu ti kose
- Možda se nećemo više sresti
- Muzika
- Naučit ću te mala
- Nela
- Nikad više
- Pusta je Amerika
- Ruže u snijegu
- Sedam suza
- Što bi bilo, kad bi bilo
- Teško je reći, oprosti
- Ti samo...
- Ulica jorgovana
- Voljeli smo te jeseni
- Zadnja noć
- Zbogom mi kažeš
- Zingarella
- Ženo moja, srce moje